# سنجاب کوتوله آمازون
سنجاب کوتوله آمازون (نام علمی: Microsciurus flaviventer) نام یک گونه از سرده سنجاب کوتوله است.